# Chaminés de fada

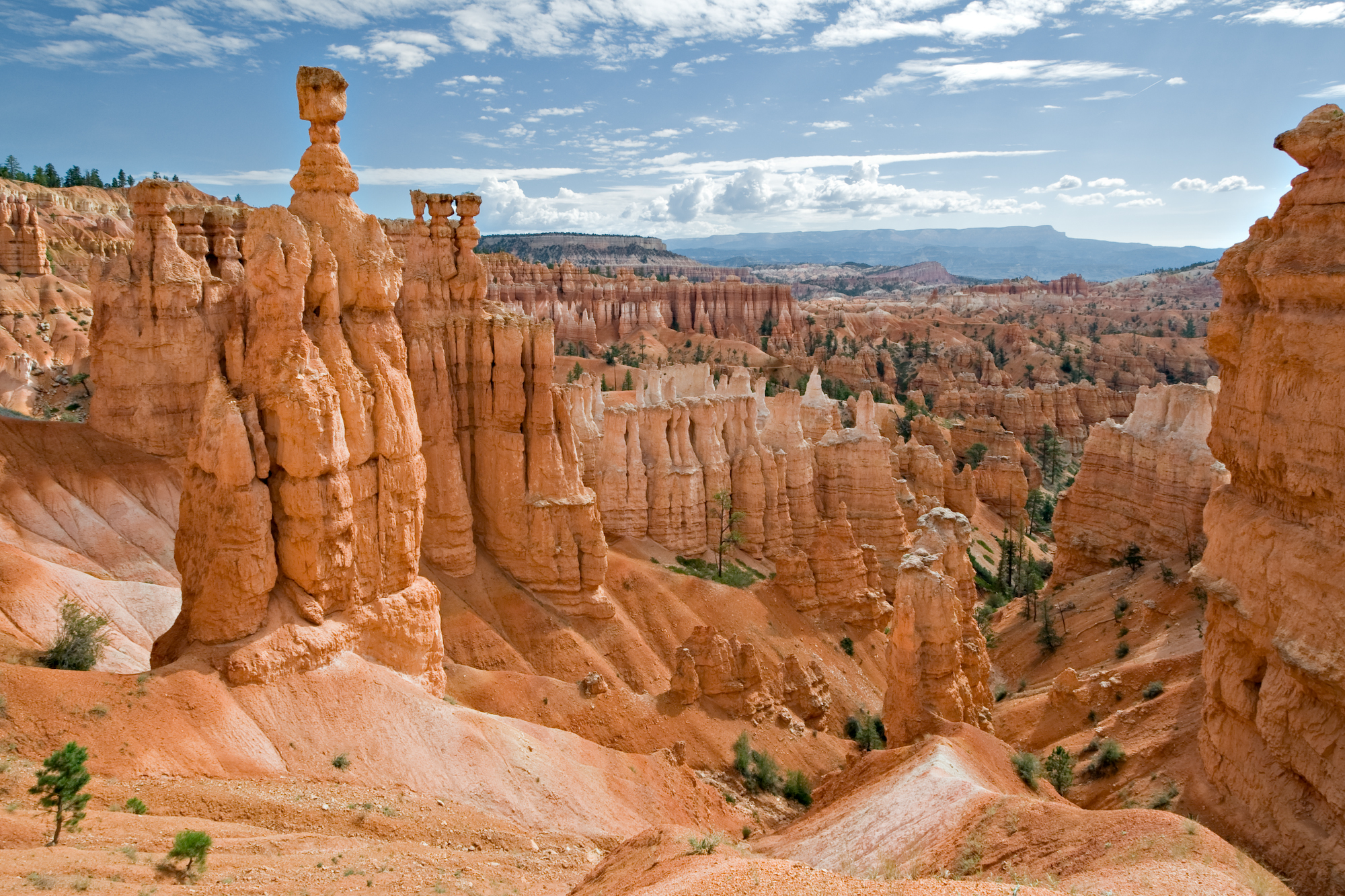
Chaminés de fada no Parque Nacional do Cânion Bryce, no Utah (2007).

Chaminés de fada, também chamadas de pirâmides de terra, são grandes colunas naturais em forma cónica que sustêm no seu topo um bloco de rocha maior, que funciona como protetor da erosão até que, com o continuar da erosão, não seja mais possível sustentar esse bloco. Formam-se a partir da ação erosiva das águas fortes em terrenos detríticos heterogéneos, muitas vezes de origem glaciar, podendo atingir alturas de 40 metros.
As chaminés de fadas são um tipo de paisagem sedimentar.
As chaminés de fada estão presentes em todas as partes do planeta, sendo as mais conhecidas as da Capadócia, na Turquia, e as de Utah, nos Estados Unidos.

## Chaminés de fada pelo mundo

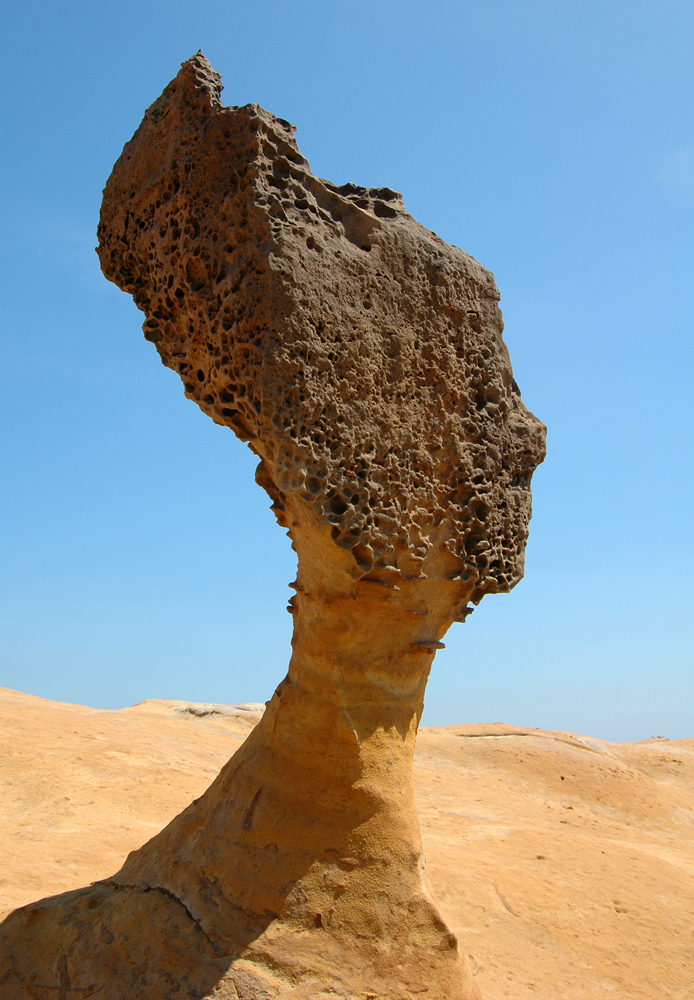
Wanli, no norte de Taiwan
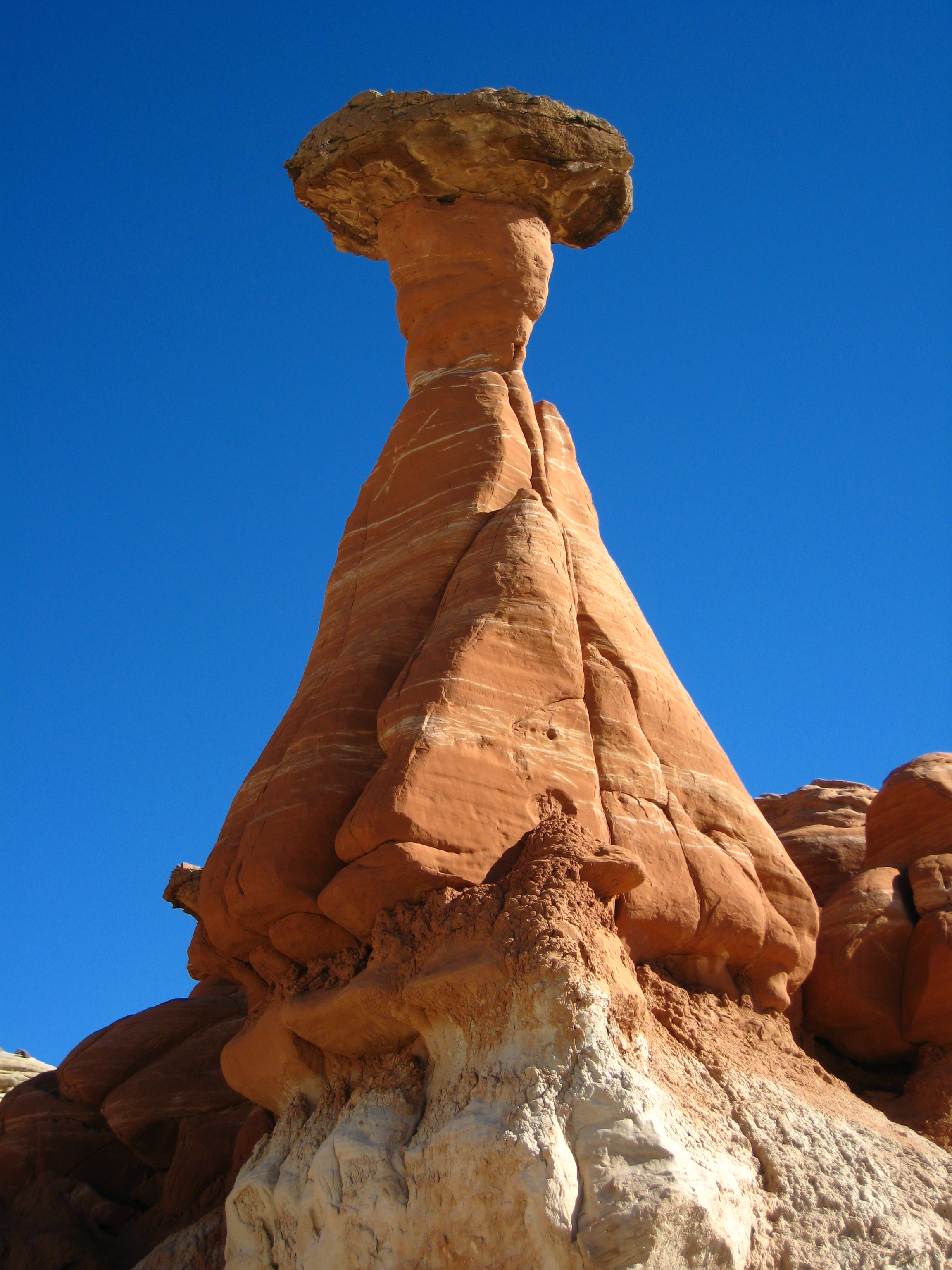
Utah, EUA
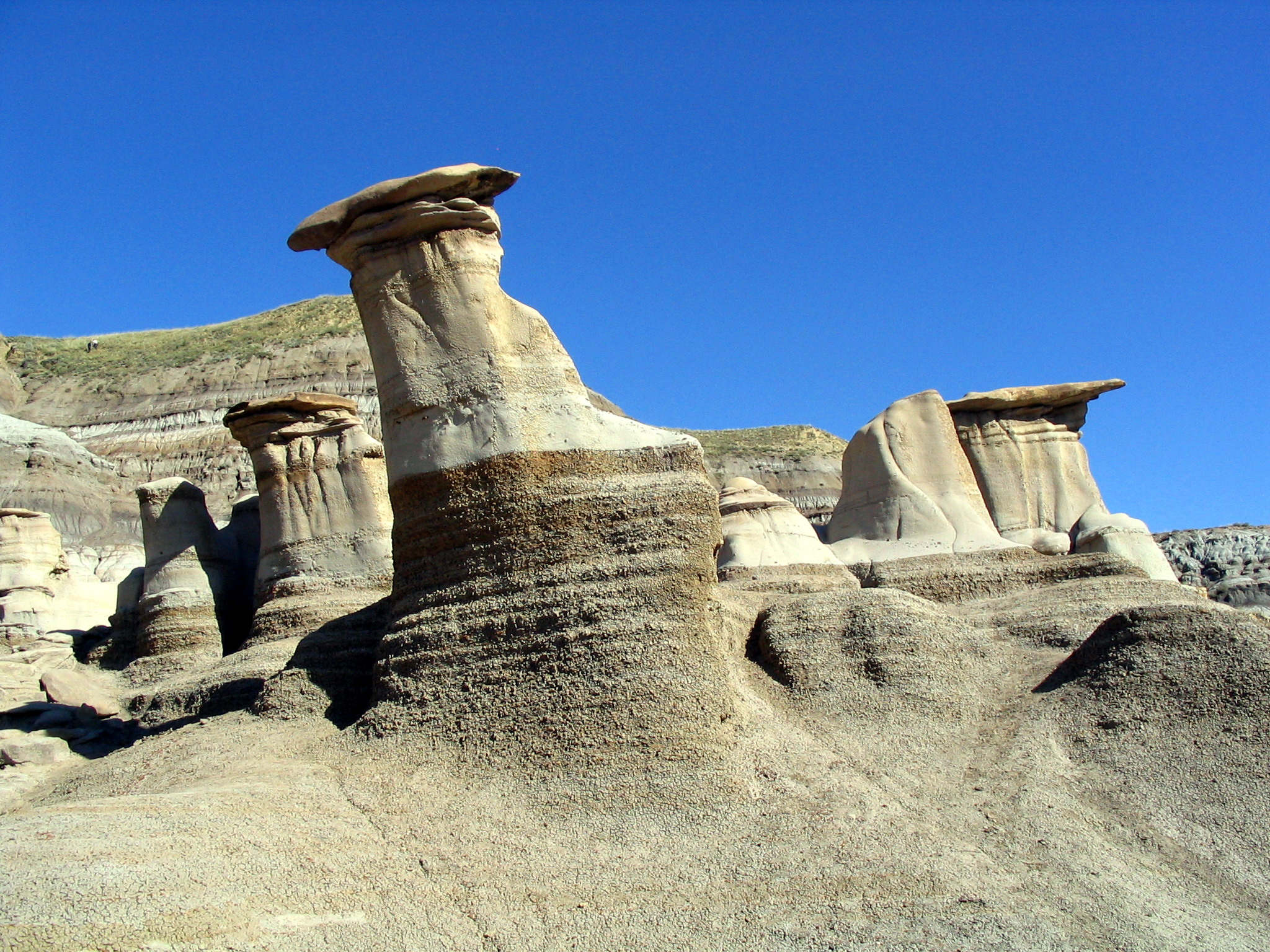
Alberta, Canadá
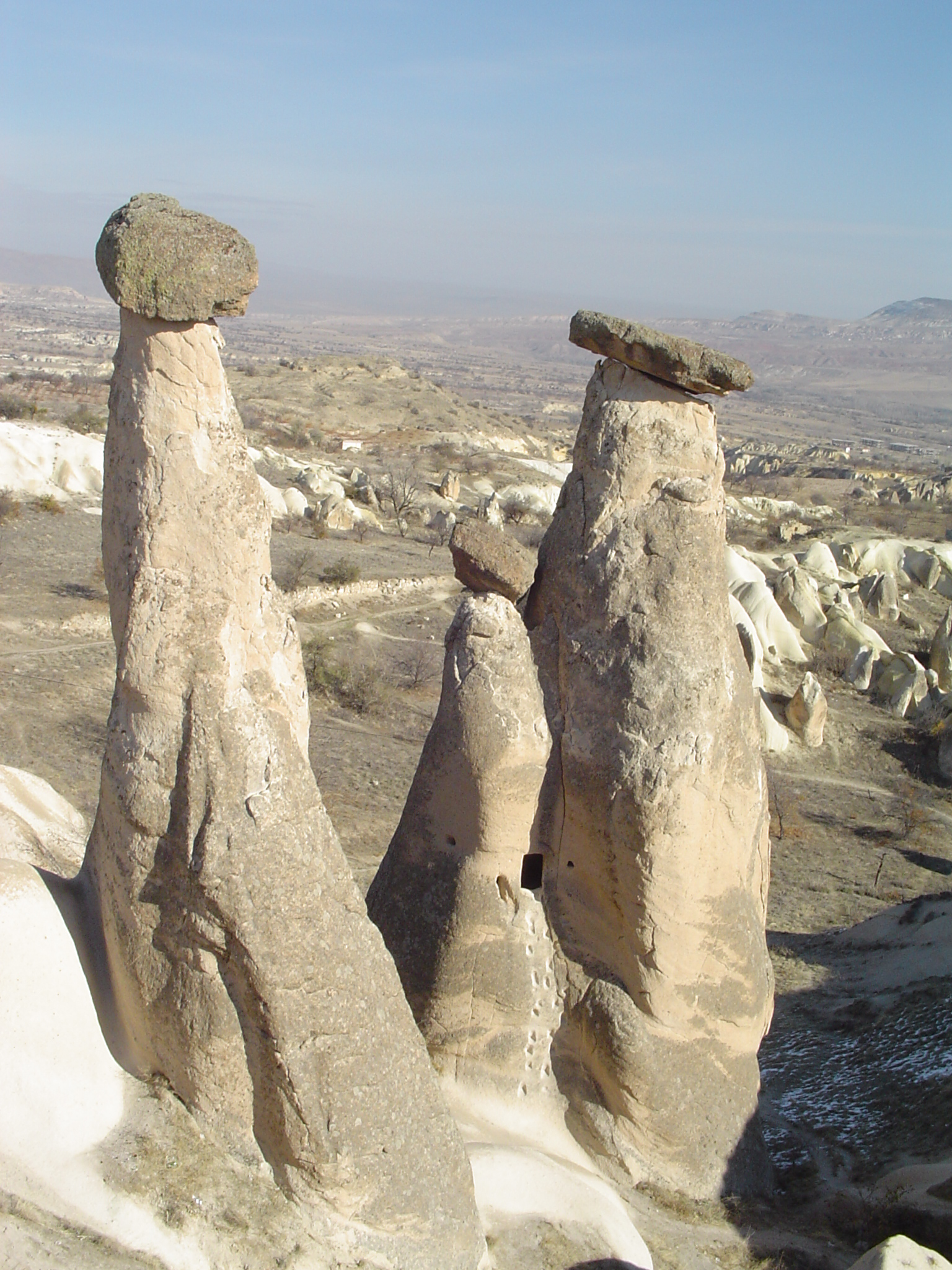
Capadócia, Turquia